# Музей Марійки Підгірянки
Музей Марійки Підгірянки — музей відомої галичанки, української поетеси Марійки Підгірянки, створений у селі Білі Ослави Надвірнянського району Івано-Франківської області.

## Короткий опис
Відкритий 2 червня 1996 р. на вшанування української дитячої поетеси Марійки Підгірянки (Марії Омелянівни Ленерт-Домбровської, 1881—1963), яка народилася в селі Білі Ослави Надвірнянського повіту 29 березня 1881 року. Музеєм завідує краєзнавець, лауреат премії ім. Марійки Підгірянки в галузі літератури та мистецтва Василь Левицький.
Музей розміщений в трьох великих кімнатах будинку-резиденції священика біля Материнської церкви, пам'ятки дерев'яної архітектури державного значення, збудованої в 1746 р. Планується розширення приміщення музею за рахунок другого поверху. Загальна кількість експонатів музею — 850, в тому числі кількість експонатів в експозиціях — 600.
В Музеї зберігаються прижиттєві видання творів поетеси Марійки Підгірянки та її особисті речі. Музей розташований у першому цегляному будинку в селі (1900 р.).

## Практична інформація
Адреса: вул. Марійки Підгірянки, 279а, с. Білі Ослави, Надвірнянський р-н, Івано-Франківська обл., 78460.
Вихідний день —  понеділок.